# 彰明縣
彰明縣，中国旧县名，位于四川省西北部，是唐代著名詩人李白的故鄉。

## 歷史沿革[1]
- 後唐莊宗同光元年（923年），昌明縣因避獻祖諱改名為彰明縣。
- 宋、元兩代任之。
- 明洪武十年(1377年)，撤入綿州。
  - 洪武十三年(1380年)復置，隸成都府。
  - 嘉靖四十五年(1566年)，改隸龍安府。
- 清順治十六年(1659年)，撤入綿州。
  - 雍正六年(1728年)復置，隸綿州。
  - 雍正九年(1731年)，改隸龍安府。
- 民國初，彰明縣隸西川道。
  - 民國19年(1930年)，西川道撤銷，改隸四川省。
  - 民國24年(1935年)，改隸四川省第十四行政督察區(駐劍閣)。
  - 民國37年(1948年)1月，改隸四川省第十三行政督察區(駐綿陽)。
- 1949年12月23日後，隸綿陽專區。
  - 1958年9月5日，國務院決定撤銷彰明、江油兩縣，合併設立江彰縣。
  - 1959年4月30日，國務院批覆江彰縣更名為江油縣。

## 行政區劃
- 清彰明縣境域，據清同治版<彰明縣誌>記載：「東至石碑山二十里抵江油縣界，南至高廟子二十五里抵綿州、江油界，北至馬關山下十五里抵江油界，西至香水場三十五里抵石泉、安縣界，又西入安縣至小壩關一百四十里四至俱安縣界，東南至石橋溝二十五里抵綿州界，北至翠屏山下三十里抵江油界，西南至桂花園四十里抵綿州、安縣界，又西南入安縣界至五郎溝九十里四至俱安縣界，又至蠶絲庵一百一十里抵安縣、羅江界，又至漢昌壩一百四十里，又至隱逸山一百六十里界綿竹、安縣、羅江、德陽四邑之中，又至獅子院、馬跑泉二處俱一百七十里四至俱綿竹縣界。」

- 民國建立後，彰明縣境域與清代同。直至民國31年（1942年）3月，始與鄰縣互調飛地和插花地，興隆鄉、曉興鄉劃歸安縣，筒車寺劃歸羅江縣，馬跑泉、獅子院劃歸綿竹縣。同時從安縣劃入方水鄉和毛家鄉(今八一鄉)，從江油縣劃入興發場(今東興)、朝天觀，從綿陽縣劃入福田壩、母家上壩，並劃入綿陽、江油共轄的高廟鄉。

- 1953年4月，綿陽縣東林鄉的中平、東新兩個村分別劃歸彰明縣的新民鄉和東興鄉。同年5月，彰明縣復興鄉(今八一鄉)民主、八一兩個村劃歸了安縣。1954年2月，又將方水鄉的興隆、六合兩村和復興鄉的五寶、太平兩村劃歸了安縣。1956年12月，大堰鄉龍珠村劃歸了綿陽縣。

此後，至1958年9月江油、彰明兩縣合併前，彰明縣境域範圍為：以城關鎮(今彰明鎮)為中心，北至馬頭山下8公里接江油縣界，南至石柱溝13公里連綿陽縣界，西至張家壩21公里接北川縣界，東至石碑山10公里連江油縣界。